# تقنية التدريس التفاعلية الفائقة
ءتقنية التدريس التفاعلية الفائقة أو H-ITT  وهي شكل التكنولوجيا والمستخدمة بشكل أساسي للتفاعل ما بين الطلاب والمعلمين. يتم إعطاء الطلاب بشكل عام جهاز إرسال H-ITT، وهو مشابه لجهاز التحكم عن بعد، مما يسمح لهم بالإجابة عن الأسئلة إما في نموذج إستطلاع أو اختبار.
وهذا يعني أيضا أن التفاعل بين المعلمين، والطلاب بين الطلاب عالي جدا.
ويستخدم المصطلح بشكل متكرر للإشارة إلى محادثة ثابتة بين الطلاب أنفسهم، والتعلم مع بعضهم البعض، وهذا ليس الحال عادة في وسيط التدريس التقليدي.